# 張武 (郎中令)
张武（?—?），西汉汉文帝属下大臣。官至郎中令、車騎將軍。
前180年，周勃、陈平等大臣要迎接代王刘恒即位为皇帝。刘恒征询左右亲信大臣意见，郎中令张武等人劝说刘恒不必猜疑，去长安即位。代王刘恒于是命令宋昌做为自己的陪乘，同车而行，张武等六人乘坐官府驿车，一起随从到长安。到达长安，代王任命宋昌为卫将军，指挥南军和北军；任命张武为郎中令，负责管理殿中事务。代王随即即位为汉文帝。
前166年，汉文帝任命中尉周舍、郎中令张武为将军，率兵十万、车千辆驻扎在长安附近，防御匈奴进攻。前158年，汉文帝任命将军张武屯守北地郡；命河内郡守周亚夫为将军，驻扎细柳；命宗正劉禮为将军，驻扎霸上；防备匈奴。张武接受贿赂，事发后，文帝反而赏赐他们钱财，使他心中愧咎。汉文帝崩，张武为复土将军。